# Daya Bangun Harjo
Daya Bangun Harjo is een bestuurslaag in het regentschap Banyuasin van de provincie Zuid-Sumatra, Indonesië. Daya Bangun Harjo telt 1698 inwoners (volkstelling 2010).